# جوبا (ألاباما)
جوبا (بالإنجليزية: Joppa)‏ هي مدينة أمريكية تقع في ولاية ألاباما.ويبلغ عدد سكانها 501 نسمة حسب إحصاء سنة 2010 م.